# آرثر هوسمان
آرثر هوسمان (بالإنجليزية: Arthur Housman)‏ مواليد 10 أكتوبر 1889 في نيويورك، الولايات المتحدة - الوفاة 8 أبريل 1942 في لوس أنجلوس، هو ممثل أمريكي بدأ مسيرته الفنية سنة 1912. امتدت مسيرته الفنية لأكثر من 29 عاما.

## الأعمال
- ذا فلابر
- قصة بشريين
- الثنائي الطائر

## روابط خارجية
- آرثر هوسمان على موقع IMDb (الإنجليزية)
- آرثر هوسمان على موقع ألو سيني (الفرنسية)
- آرثر هوسمان على موقع تيرنر كلاسيك موفيز (الإنجليزية)
- آرثر هوسمان على موقع أول موفي (الإنجليزية)
- آرثر هوسمان على موقع قاعدة بيانات الأفلام السويدية (السويدية)
- آرثر هوسمان على موقع قاعدة بيانات الفيلم (الإنجليزية)
- آرثر هوسمان على موقع كينوبويسك (الروسية)